# Perillus
Perillus es un género de insectos, chinches de la familia Pentatomidae. Hay alrededor de siete especies de Perillus en Norteamérica.

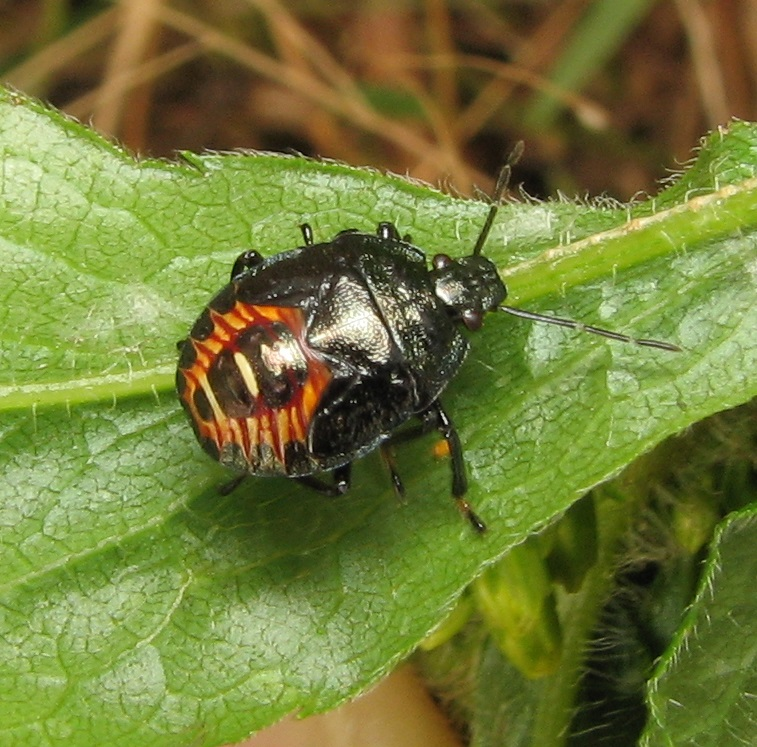
Perillus sp. ninfa

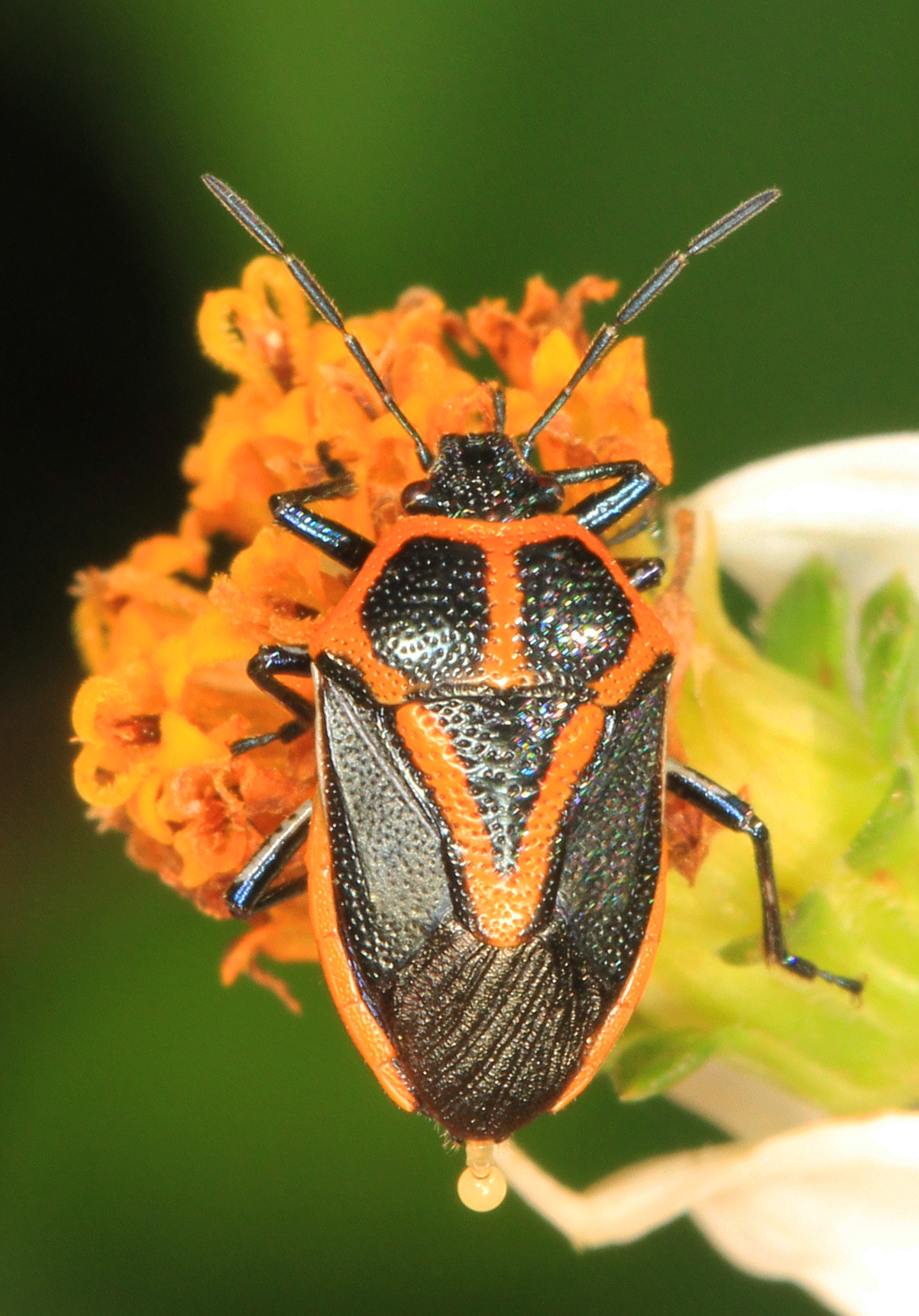
Perillus strigipes

## Especies
- Perillus bioculatus (Fabricius, 1775) i c g b
- Perillus circumcinctus Stal, 1862 i c g b
- Perillus confluens (Herrich-schaeffer, 1839) i c g b
- Perillus exaptus (Say, 1825) i c g b
- Perillus lunatus Knight, 1952 i c g
- Perillus splendidus (Uhler, 1861) i c g b
- Perillus strigipes (Herrich-Schaeffer, 1853) i c g b

Fuentes: i = ITIS, c = Catalogue of Life, g = GBIF, b = Bugguide.net